# 1041
Cette page concerne l'année 1041  du calendrier julien.
L'année 1041 est une année commune qui commence un jeudi.

## Événements
- Au Maghreb, la dynastie berbère des Zirides se révolte contre le calife fatimide du Caire[1].

- Kara Arslan Kavurd (Qara Arslan Qawurd, mort en 1073), fils de Tchagri-Beg (tr), fonde une dynastie Saljûqide dans le Kermãn (fin en 1186)[2].

### Europe
- Mars : les mercenaires normands, rentrés en Italie du Sud après la guerre de Sicile, se révoltent contre les Byzantins du catépanat d'Italie. Menés par Ardouin, ils s'emparent de Melfi[3].
- 17 mars : le catapan Michel Doukeianos est battu par les Normands à Olivento, près de Venosa[3].

- 4 mai :
  - révolte fiscale à Worcester, réprimée par Knut III de Danemark. La ville est pratiquement détruite[4].
  - nouvelle victoire des Normands sur les Byzantins de Michel Doukeianos à Montemaggiore, près d'Ascoli Satriano[5].

- 3 juillet : le tsar bulgare Pierre Dolianos est aveuglé par son compétiteur Alousianos. La révolte des Bulgares est écrasée par les Byzantins en décembre[6].

- 3 septembre : les Byzantins du catapan Exaugustus Boioannes sont battus par les Normands à la bataille de Montepeloso[7].
- 8 septembre : l'empereur Henri III se présente devant Prague[8].
- Septembre[9] : Pierre Orseolo est chassé du trône de Hongrie par Sámuel Aba, appuyé par l’aristocratie, et se réfugie auprès de l’empereur Henri III. Début du règne de Sámuel Aba, roi de Hongrie (fin en 1044).

- 15 octobre : consécration de la nouvelle abbatiale de Saint-Florent-le-Jeune[10].
- 22 octobre : Bretislav Ier de Bohême, vaincu par l’empereur Henri III, implore son pardon et sollicite l’investiture de la Bohême à Ratisbonne. Les Slaves de Bohême et les Polonais sont vassaux du Saint-Empire[8].

- 10 décembre : mort de Michel IV. Début du règne de Michel V le Calfat, empereur byzantin (fin en 1042)[7].
  - Zoé est contrainte par l’eunuque Jean d’adopter le neveu de Michel IV, Michel, fils d’un ouvrier calfat. Michel IV, malade, abdique et prend l’habit religieux. À sa mort en 1041, Michel V le Calfat lui succède. Il évince et cloître l’impératrice Zoé.
- Hiver 1041-1042 : Hugues archevêque de Besançon obtient de l'empereur Henri III le pouvoir comtal sur Besançon qui devient une principauté épiscopale au détriment des comtes de Bourgogne[11].